# Automotrici MUA E.101-110
Le elettromotrici E.101 ÷ 110 della società Mediterranea Umbro-Aretina erano un gruppo di rotabili costruiti per l'esercizio sulla ferrovia Centrale Umbra; appartenevano alla famiglia di elettromotrici costruite dalla  Stanga-TIBB, fornite negli anni cinquanta a diverse ferrovie in concessione italiane.

## Storia

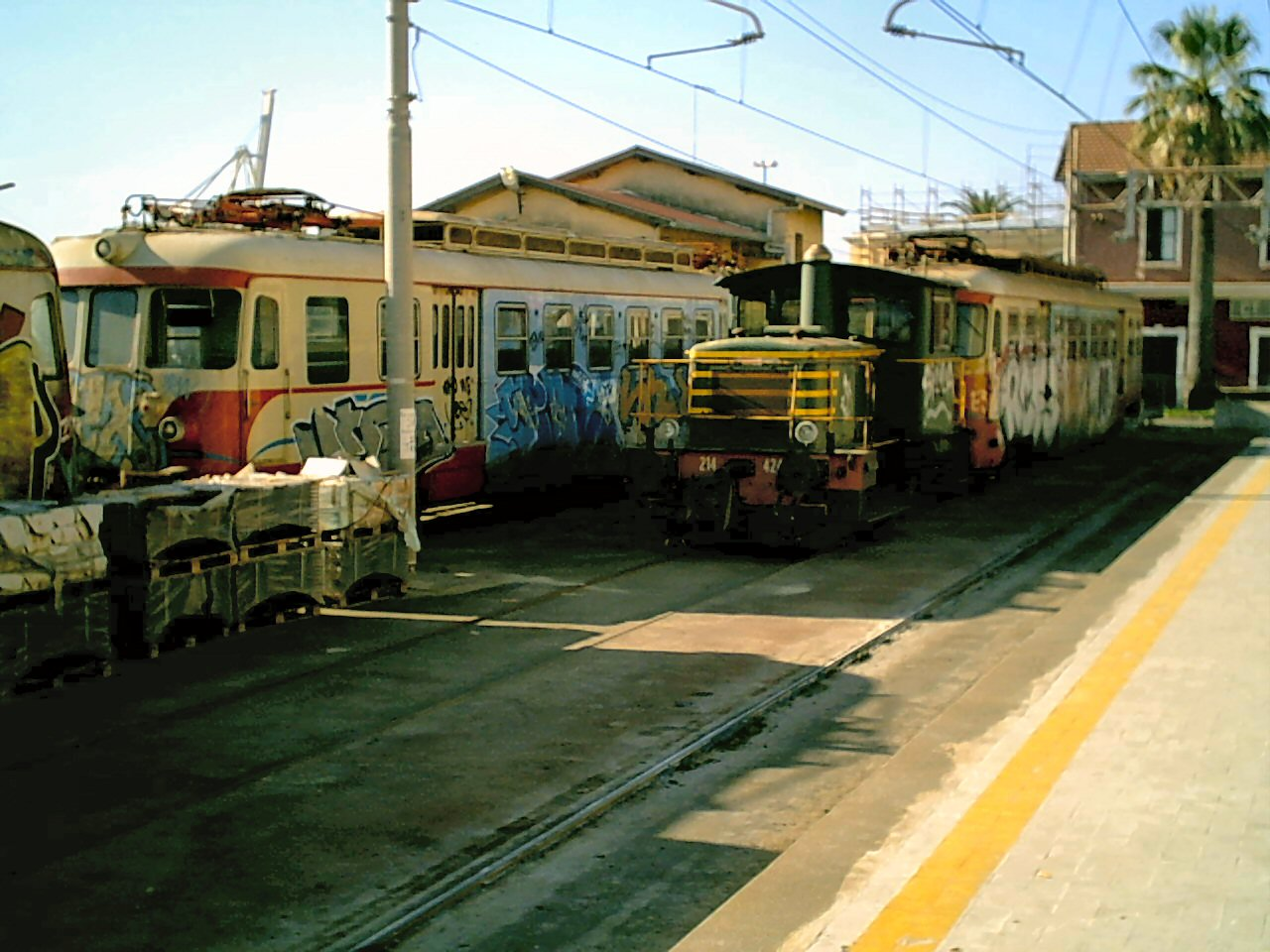
Le elettromotrici E.101, 102 e 103 (ex E.105, 109 e 110), accantonate alla stazione di CT. Porto (ex Catania Porto) della Metropolitana di Catania, 21 ottobre 2004

La MUA ordinò inizialmente 7 elettromotrici uguali a quelle romane in circolazione, classificate E.101 ÷ 107, e 4 rimorchi, classificati E.207 ÷ 210, seguiti nel 1964 da altre due unità (211 e 212). Nel 1973, tre rimorchi vennero motorizzati, divenendo le elettromotrici 108-110.
Le elettromotrici vennero ritirate dal servizio a metà degli anni novanta, quando dalla linea venne rimossa l'elettrificazione, ormai obsoleta e costosa da ammodernare, e il traffico viaggiatori fu affidato ad automotrici diesel di tipo ALn 776 e alle 668
Nel 1995 7 unità (101 ÷ 104 e 106 ÷ 108) vennero trasferite alle Ferrovie del Gargano, che le ridipinsero nella livrea sociale e le utilizzarono sulla linea San Severo-Peschici.
Le 3 unità restanti (E.105, E.109 ed E.110) vennero trasferite nel 1999 alla Ferrovia Circumetnea per l'esercizio sulla nuova Metropolitana di Catania, per la quale non erano ancora pronti gli elettrotreni M.88; per l'esercizio metropolitano, le tre elettromotrici furono adattate dalla Firema Trasporti con la soppressione del bagagliaio e della ritirata, nonché con la modifica delle porte per l'incarrozzamento a raso.